# السامرة

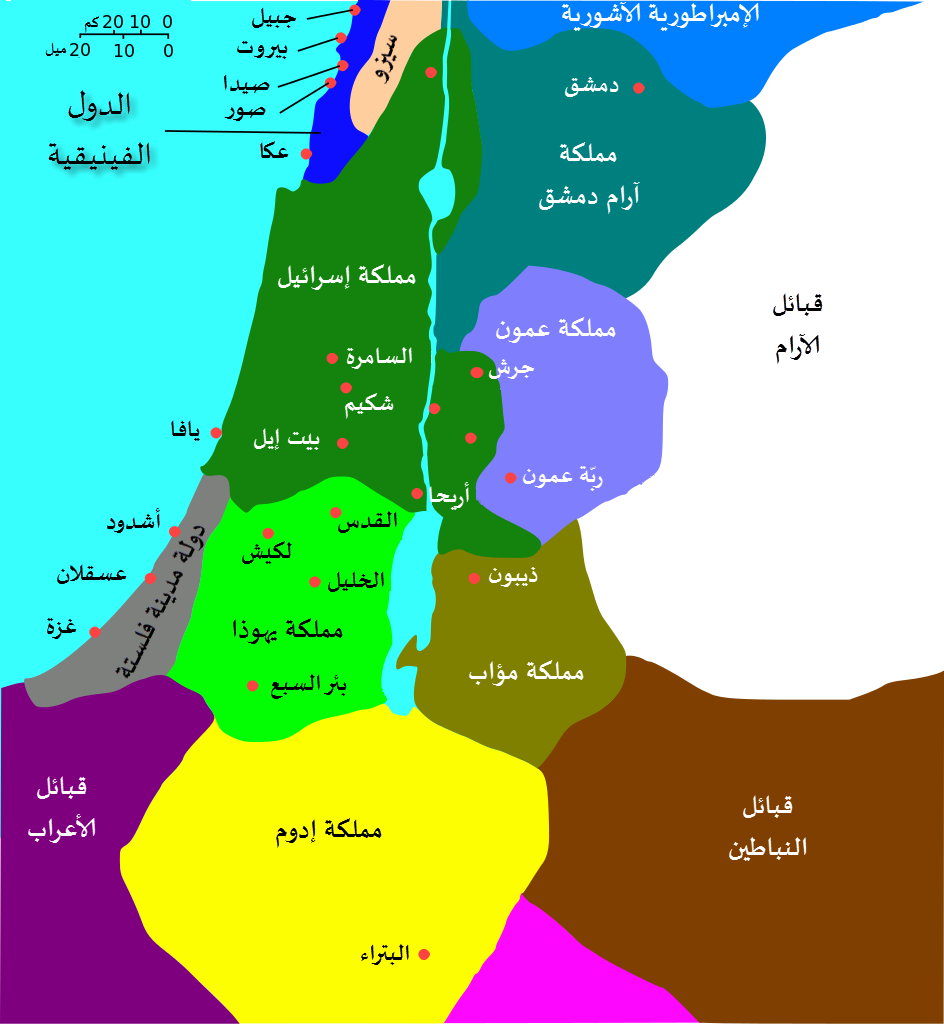
خريطة المنطقة 830 قبل الميلاد تقريبا

السامرة أو جبال نابلس هي القسم الشمالي الجبلي من الضفة الغربية. أصل الاسم من المدينة القديمة (السامرة)، التي كانت عاصمة مملكة إسرائيل الشمالية،  تقع أطلال مدينة السامرة قرب قرية سبسطية على بعد 12 كم شمال غرب نابلس. تحدها يهودا من الجنوب والجليل من الشمال،  حدد المؤرخ جوزيفوس من القرن الأول حدودها من الغرب البحر الأبيض المتوسط، ومن الشرق نهر الأردن،  وربما الكلمة من شمر التي تعني المراقبة والحراسة، وحسب سفر الملوك الأول فالأصل من شمر اسم الشخص أو القبيلة التي باعت لعمري الأرض.
اسم "السامرة" مشتق من مدينة السامرة القديمة، عاصمة مملكة إسرائيل الشمالية. ومن المحتمل أن اسم السامرة بدأ يستخدم للمملكة بأكملها بعد فترة وجيزة من تحول مدينة السامرة إلى عاصمة إسرائيل، ولكن تم توثيقها لأول مرة بعد احتلالها من قبل سرجون الثاني ملك أشورالذي حول المملكة إلى مقاطعة سامرينا.
والسامريون: فرقة يهودية صغيرة جدا تعيش بجوار مدينة نابلس تقول أن جبل جرزيم المجاور لنابلس هو المكان المقدس والقبلة الحقيقية لليهود وليس القدس، يؤمنون بإله واحد روحاني بحت، وأن موسى رسول الله وخاتم رسله، وأن توراة موسى هي كلام الله. وكثير من اليهود ينفون عن السامريين الانتساب إلى إسرائيل لأنهم كانوا لا يتقون الرب ويعبدون الأوثان فغضب عليهم الرب ولعنهم. وهم ينسبون أنفسهم إلى هارون أخي موسى وينتخبون كاهنا أكبر يسمونه «الكاهن اللاوي» كما أن العبرانيين ينظرون نظرة دونية لهؤلاء السامريون.
تم استخدام السامرة لوصف الجزء الأوسط الشمالي من الأرض في خطة الأمم المتحدة لتقسيم فلسطين عام 1947، وأصبح مصطلحًا إداريًا في عام 1967 عندما تم تعريف الضفة الغربية من الإسرائيليين بهدف عبرنة أسماء الأماكن الفلسطينية على أنها منطقة يهودا والسامرة،  والتي يُطلق عليها اسم السامرة وتضم كامل المنطقة الواقعة شمال لواء القدس، في عام 1988 تنازل الأردن عن مطالبته بالمنطقة لمنظمة التحرير الفلسطينية،  وفي عام 1994 نقلت إسرائيل السيطرة على المناطق "أ" (سيطرة مدنية وأمنية كاملة من قبل السلطة الفلسطينية)، و"ب" (السيطرة المدنية الفلسطينية والسيطرة الأمنية الإسرائيلية الفلسطينية المشتركة) إلى السلطة الفلسطينية، لا يعترف كل من السلطة الفلسطينية والمجتمع الدولي بمصطلح "السامرة". وتُعرف المنطقة عمومًا بأنها جزء من الضفة الغربية.

## التسمية

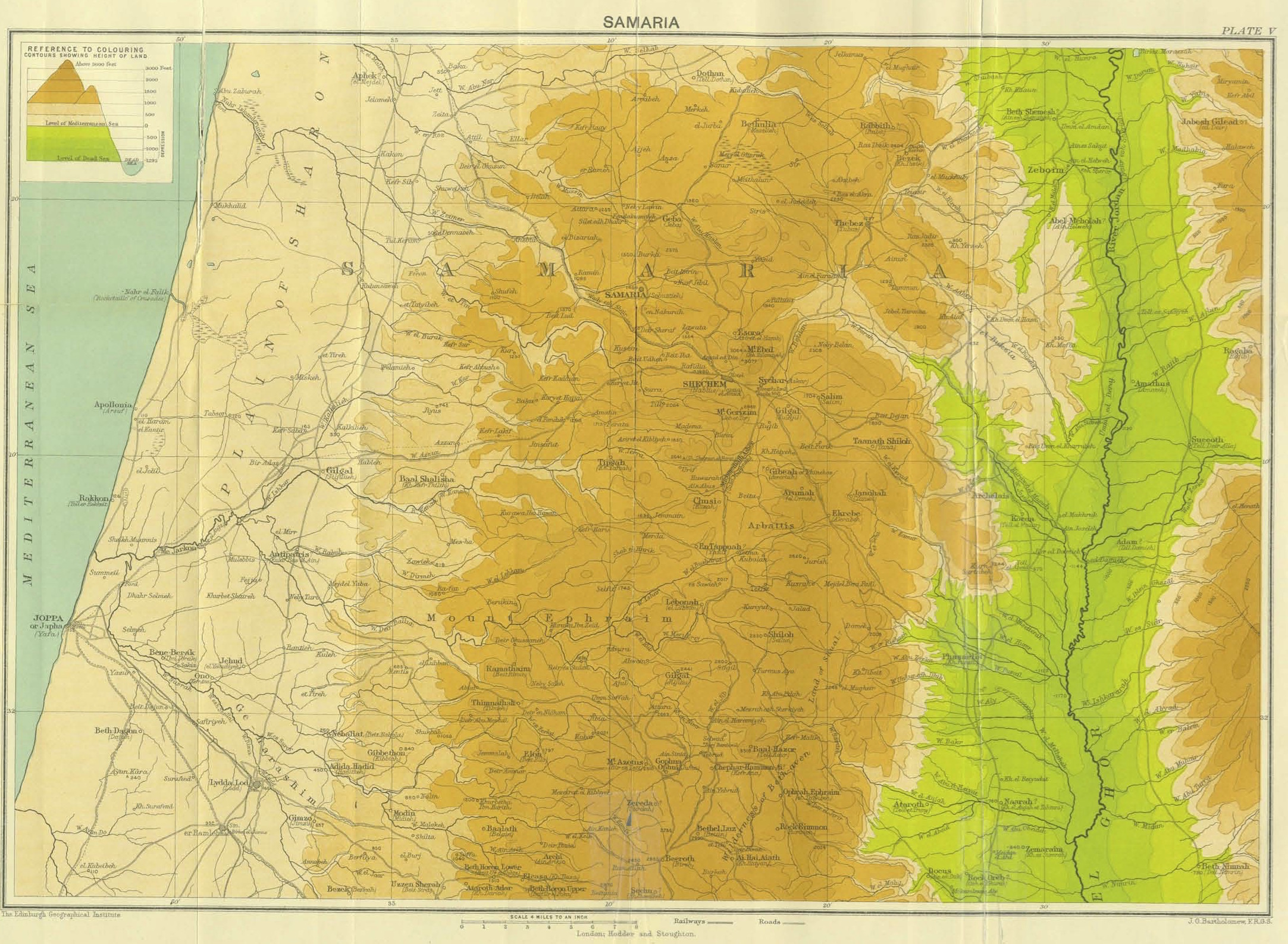
خريطة السامرة من تأليف جيه جي بارثولوميو في عام 1894 من كتاب جورج آدم سميث.

وفقًا للكتاب المقدس العبري، فإن الاسم العبري "شومرون" (بالعبرية: שֹׁומְרוֹן‏) مشتق من الفرد (أو العشيرة) "شيمر" (بالعبرية: שמר‏)، الذي اشتراه الملك عمري (حكم في الثمانينيات والسبعينيات قبل الميلاد) التلة التي بنى عليها عاصمته الجديدة شومرون (سامريا ).
يشير حقيقة تسمية الجبل باسم شومرون عندما اشتراه عمري إلى أن أصل الاسم الصحيح يمكن العثور عليه بشكل مباشر في الجذر السامي لكلمة "الحارس"، وبالتالي فإن معناه الأولي كان "جبل المراقبة". وفي النقوش المسمارية الأولى، كان يُشار إلى السامرة بالاسم "بيت عُمْري"؛ ولكن في نقوش تغلث فلاسر الثالث (745-727 قبل الميلاد) وما بعدها، كان يُشار إليها باسم "ساميرين"، نسبة إلى اسمها الآرامي شامرين.

## تاريخ
سيطرت على المنطقة العديد من الحضارات المختلفة مثل الكنعانيون والإسرائيليون والآشوريون الجدد والبابليون والفرس والسلوقيون والحشمونيون والرومان والبيزنطيون والعرب والصليبيون والأتراك العثمانيون.

### قبائل وممالك بني إسرائيل
وفقًا للكتاب المقدس العبري، استولى الإسرائيليون على المنطقة المعروفة باسم السامرة من الكنعانيين وخصصوها لسبط يوسف، وكان الجزء الجنوبي من سامريا يُعرف حينها بجبل أفرايم، وبعد وفاة الملك سليمان (931 قبل الميلاد)، انفصلت القبائل الشمالية بما في ذلك إفرايم ومنشه عن القبائل الجنوبية وأنشأت مملكة إسرائيل المنفصلة. وكانت عاصمتها ترصة في البداية، حتى عهد الملك عمري (حوالي 884 قبل الميلاد)، الذي بنى مدينة السامرة وجعلها عاصمته. وكانت السامرة عاصمة إسرائيل حتى سقوطها في أيدي الأشوريين. وقد أدانها الأنبياء العبريون بسبب "بيوتها العاجية" وقصورها الفخمة التي تعرض ثروات وثنية.

### الفترة الآشورية

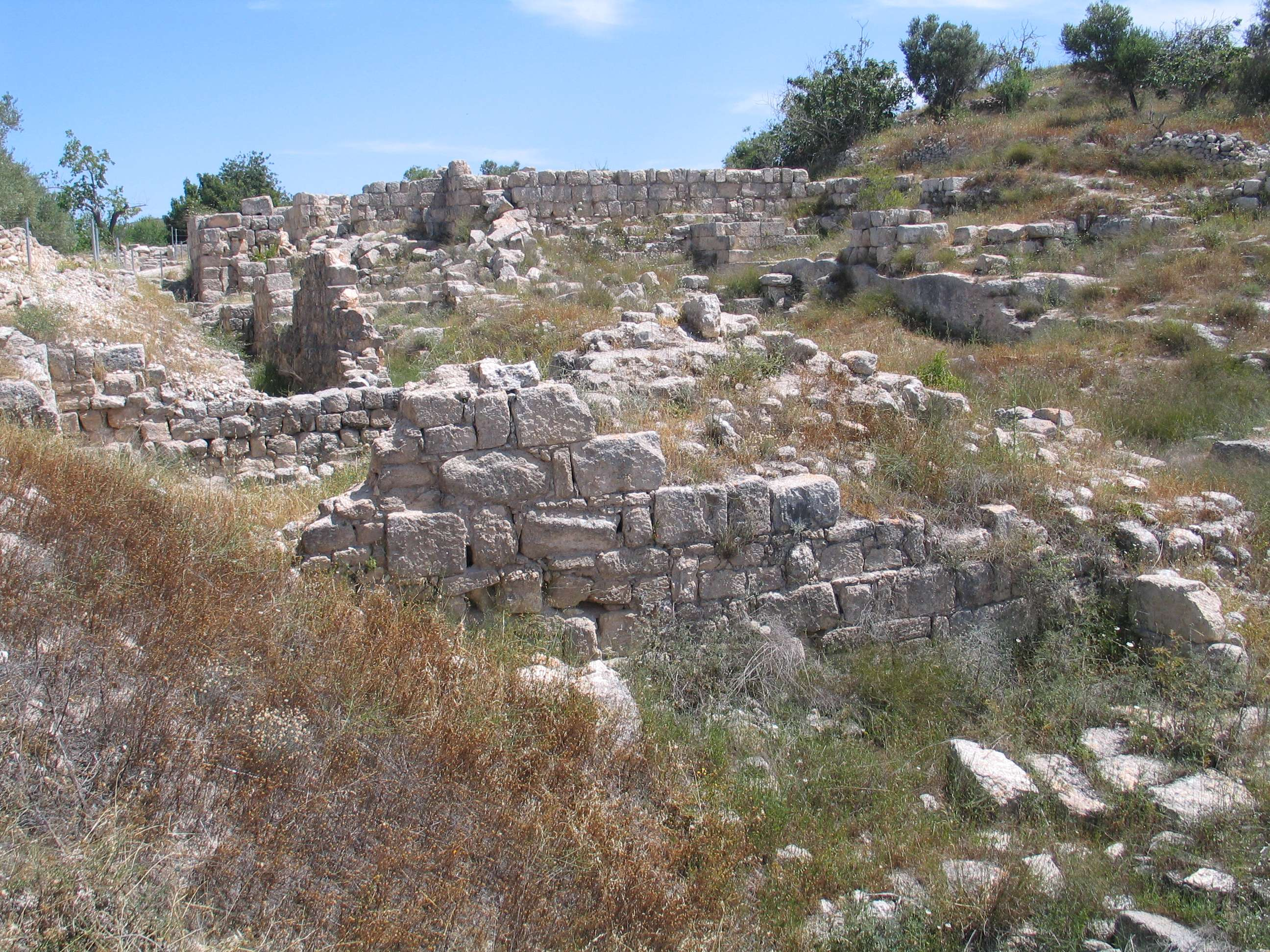
أنقاض القصر الإسرائيلي القديم في مدينة السامرة، الذي بناه سلالة أومريد

في الفترة من 726 إلى 722 قبل الميلاد، غزا ملك آشور الجديد، شلمنصر الخامس، الأرض وحاصر مدينة السامرة. وبعد حصار دام ثلاث سنوات، سقطت المدينة وتم احتجاز كثير من سكانها وترحيلهم. لا توجد الكثير من الوثائق للفترة التي تلت سقوط السامرة ونهاية الإمبراطورية الآشورية. ومن المرجح أن الكثيرين عادوا في عام 715 قبل الميلاد بسبب ثورات العبيد التي كان يعاني منها الملك الآشوري سرجون. ويشير تريمبر لونجمان الثالث إلى أن إرزا 4:2 وإرزا 4:9-10  يعنيان أيضًا أن ملوك آشوريين لاحقين أعادوا أيضًا المزيد من الإسرائيليين إلى السامرة.
بعد تدمير إسرائيل، ظهر السامريون كمجموعة عرقية دينية في منطقة السامرة، مدعين النسب إلى بني إسرائيل. وباعتبارهم يملكون معبدهم في جبل جرزيم، استمروا في الازدهار لقرون عديدة.

## الجغرافيا
تقع منطقة تلال السامرة شمالاً ويحدها مرج ابن عامر، وأخدود وادي الأردن من الجهة الشرقية، وسلسلة جبال الكرمل من الجهة الشمالية الغربية، وسهل شارون من الجهة الغربية، وجبال القدس من الجهة الجنوبية.[محل شك] وتتميز تلال السامرة بانخفاض ارتفاعها، حيث لا يتجاوز ارتفاعها 800 متر، ويعتبر مناخها أكثر ملاءمة من المناطق الواقعة جنوباً. ولا توجد حدود واضحة بين جبال جنوب تلال السامرة وشمال يهوذا.

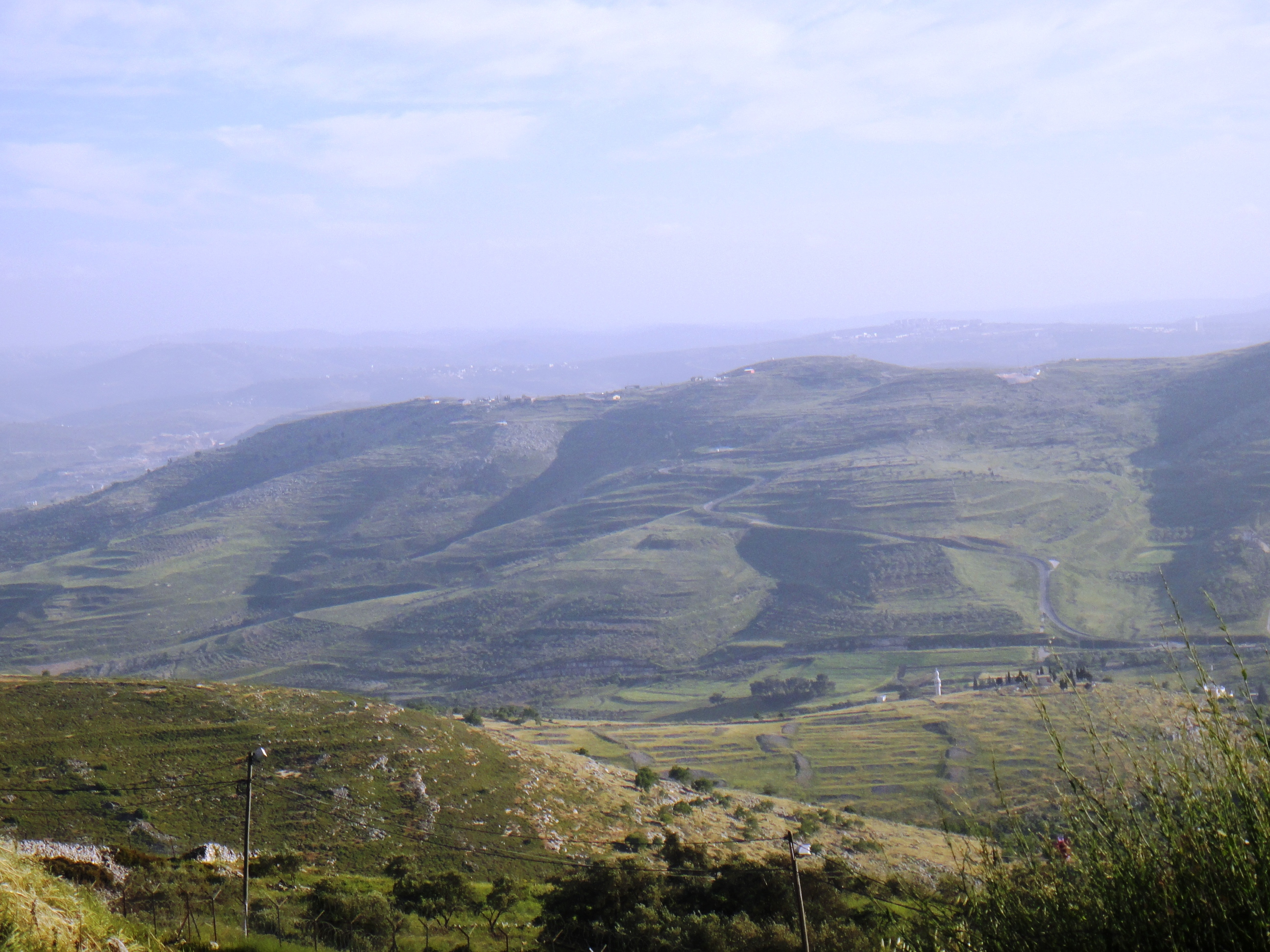
تلال السامرة قرب يتسهار

## مواقع أثرية

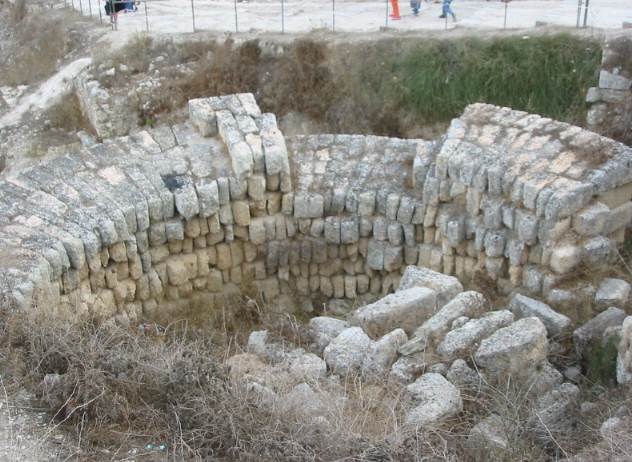
برج السامرة الهلنستي

يغطي موقع السامرة القديم التلال المطلة على قرية سبسطية في الضفة الغربية على المنحدر الشرقي للتل،  وعُثر على بقايا من الفترات الكنعانية والإسرائيلية والهلنستية والرومانية (بما في ذلك الهيروديين) والبيزنطية.
تشمل الاكتشافات الأثرية من العصر الروماني موقع "سبسطية" وهو موقع أعيد بناؤه وإعادة تسميته من قبل هيرودس الكبير في 30 قبل الميلاد، حيث يُعتقد أن يوحنا المعمدان قد دفن.

## أعلام
- عثليا
- المسيح والمرأة السامرية
- ياهو ملك إسرائيل
- يربعام الثاني
- تالوس

## طالع أيضًا
- الثورات السامرية
- منطقة يهودا والسامرة